# Peperpot Natuur Park
Peperpot Natuur Park is een van de eerste beschermde natuurgebieden van Suriname. Het ligt aan de Surinamerivier op vijf kilometer buiten Paramaribo. Het ruim 820 hectare grote natuurgebied was eeuwenlang een  koffie- en cacaoplantage genaamd Peperpot. Het park wordt sinds 2009 beheerd door een stichting, die de opdracht heeft de natuurlijke biodiversiteit te bewaren. Een klein deel van Peperpot is ingericht voor educatie, recreatie en ecotoerisme. De stichting werkt samen met het hotel dat in de tweede helft van de jaren 2010 de deuren opende in gerestaureerde plantagehuis.

## Natuur
In het park bevinden zich meer dan 270 soorten vogels, waardoor het een vogelspotlocatie is met internationale bekendheid. Hier komen zes katachtigen voor van de in het totaal acht die Suriname kent. Verder bevinden zich hier verschillende soorten apen, bijzondere insecten, reuzenmiereneters en vlinders.

## Faciliteiten
In het gerestaureerde plantagehuis bevindt zich het Boutique Hotel Peperpot, dat in de tweede helft van de jaren 2010 de deuren opende. De Nederlandse ambassade sponsorde het park met 300.000 euro  voor de aanleg van een wandelpad, evenals een educatiecentrum dat in oktober 2015 werd geopend onder de naam Discovery Center Peperpot. Het lag in de planning om het educatieve doel in 2016 te verruimen met een recreatief doel, inclusief restaurant en zwembad. Het park is vanuit Paramaribo te bereiken via de Watertaxi en via de Oost-Westverbinding.

## Beheer
In 2009 werd met medewerking van het World Wildlife Fund (WWF) meer dan 800 hectare uit de Surinaamse Cultuur Maatschappij ondergebracht in de Stichting Peperpot Natuur Bos. Deze kreeg de opdracht mee om de unieke biodiversiteit voor de toekomst te bewaren. Peperpot was hierdoor een van de eerste beschermde natuurgebieden van Suriname. Een deel van het gebied werd opengesteld voor bezoekers. De stichting werkt samen met het Boutique Hotel Peperpot dat in de tweede helft van de jaren 2010 de deuren opende in gerestaureerde plantagehuis.

## Geschiedenis
Begin 2014 werd een subsidie van 2,4 miljoen euro aan de stichting toegezegd door de Nederlandse Postcodeloterij. De kwaliteit van het park verslechterde echter sindsdien, onder meer doordat er een weg van anderhalve kilometer was aangelegd waardoor dieren geïsoleerd werden en zes hectare park werd vernietigd. Toen het WWF hiervan aangifte deed, bleek het grondbezit van het park twee maal uitgegeven te zijn; de tweede eigenaar was een aannemer.
Begin 2017 bleek het verwaarloosde bezoekerscentrum een eenvoudige loods te zijn en was het park gesloten. Een aantal stukken land in het park waren verkocht aan particulieren. De stichting werd bestuurd door de familie Sjak Shie, die nauw verbonden is aan de Javaanse politieke partij Pertjajah Luhur. Op dat moment werd het personeel niet meer betaald en had de voorzitter van het park, mevrouw Sjak Shie, Suriname verlaten.
In 2018 trad een nieuw bestuur aan die de relatie met de donoren herstelde. Verschillende onderdelen van het park werden hersteld, zoals de wandel-, fiets- en kanoroutes. De reorganisatie van de stichting werd ondersteund door het WWF. In maart 2021 ging het Boutique Hotel Peperpot een samenwerking aan met Europese reisorganisatie TUI.